# Kiss Unplugged
Kiss Unplugged (a volte nominato solo con il nome dello show MTV Unplugged), è un album live dei Kiss che presenta la registrazione di un'esibizione dei Kiss nello show Unplugged della rete televisiva MTV, tenutasi l'8 agosto 1995.

## Il disco
L'album è ritenuto storico dalla maggior parte dei fan perché durante il concerto si unirono all'allora formazione del gruppo (Simmons, Stanley, Singer, Kulick) anche Ace Frehley e Peter Criss, che erano stati invitati da Gene Simmons e Paul Stanley a partecipare allo show. Alcuni mesi dopo l'esibizione, giudicata molto positiva dai fan per la presenza di Frehley e Criss, i Kiss annunciano la loro riunione nella formazione originale (Simmons, Stanley, Criss, Frehley) ritornando ad usare il trucco dopo tredici anni dall'ultima apparizione. Da notare il fatto che questa esibizione fu l'unica in cui i Kiss suonarono nella formazione originale senza trucco e costumi. Inoltre in questa esibizione tutti i membri (tranne Eric Singer) suonano degli strumenti acustici.

## Tracce
1. Comin' Home (Ace Frehley, Paul Stanley) – 2:21
2. Plaster Caster (Gene Simmons) – 3:17
3. Goin' Blind (Stephen Coronel, Simmons) – 3:37
4. Do You Love Me? (Bob Ezrin, Kim Fowley, Stanley) – 3:13
5. Domino (Simmons) – 3:46
6. Sure Know Something (Vini Poncia, Stanley) – 4:14
7. A World Without Heroes (Ezrin, Lou Reed, Simmons, Stanley) – 2:57
8. Rock Bottom (Frehley, Stanley) – 3:20
9. See You Tonight (Simmons) – 2:26
10. I Still Love You (Stanley, Vinnie Vincent) – 6:09
11. Every Time I Look at You (Ezrin, Stanley) – 4:43
12. 2,000 Man (Mick Jagger, Keith Richards) – 5:12
13. Beth (Peter Criss, Ezrin, Stan Penridge) – 2:50
14. Nothin' to Lose (Simmons) – 3:42
15. Rock and Roll All Nite (Simmons, Stanley) – 4:20
16. Got to Choose (Stanley) – 4:01 (solo per la versione in vinile)

## Formazione
- Gene Simmons - basso acustico, voce principale (tr. 2, 3, 5, 7, 9, 15) o secondaria
- Paul Stanley - chitarra acustica, voce principale (tr. 1, 4, 6, 8, 10, 11, 15, 16) o secondaria
- Bruce Kulick - chitarra acustica, voce secondaria
- Eric Singer - batteria, voce principale (tr. 14) o secondaria
- Ace Frehley - chitarra acustica, voce principale (tr. 12) o secondaria
- Peter Criss - batteria, voce principale (tr. 13) o secondaria

### Collaboratori
- Philip Ashley - pianoforte nella traccia 11
- Jon Grindstaff - direttore, arrangiamenti degli archi nella traccia 11